# Česká Lhota
Česká Lhota (dříve zvaná Prašivá Lhota) je vesnice, část obce Dívčice v okrese České Budějovice v Jihočeském kraji. Nachází se asi 2,3 kilometru jihozápadně od Dívčic.

## Název
Dřívější název Prašivá nebo Prášlivá Lhota byl na základě povolení ministerstva změněn od 2. března 1905 na současnou Českou Lhotu.

## Historie
První písemná zmínka o vesnici pochází z roku 1447.

## Obyvatelstvo
| Rok            | 1869 | 1880 | 1890 | 1900 | 1910 | 1921 | 1930 | 1950 | 1961 | 1970 | 1980 | 1991 | 2001 | 2011 | 2021 |
| -------------- | ---- | ---- | ---- | ---- | ---- | ---- | ---- | ---- | ---- | ---- | ---- | ---- | ---- | ---- | ---- |
| Počet obyvatel | 204  | 212  | 190  | 213  | 204  | 208  | 207  | 165  | 128  | 113  | 104  | 75   | 48   | 68   | 71   |
| Počet domů     | 34   | 34   | 34   | 35   | 36   | 37   | 41   | 40   | 40   | 35   | 35   | 38   | 40   | 40   | 38   |

## Obecní správa
Od roku 1850 byla Česká Lhota samostatnou obcí. Do roku 1920 k ní patřila osada Novosedly. V letech 1943–1945 byla připojena k Dívčicím, po válce se opět osamostatnila. Od 12. června 1960 se definitivně stala opět částí Dívčic.

## Pamětihodnosti
- Usedlosti čp. 6, 12 a 17